# Ji Ben
Ji Ben (m. 218) foi um médico imperial, que viveu no final da dinastia Han. Em 218, ele começou uma rebelião com vários outros na capital imperial, Xu (許; atualmente Xuchang, Henan), mas a revolta foi suprimida e os conspiradores foram capturados e executados por traição.

## Erro no nome
O nome de Ji Ben era na verdade, "Pi" (em chinês:  {{{1}}}). Acredita-se que seu nome tenha sido erroneamente registrado como "Ben" (em chinês:  {{{1}}}) em textos históricos para evitar um tabu sobre o seu nome, porque "Pi" foi o nome pessoal do Cao Pi, o primeiro governante de Cao Wei. Além disso, o caractere Chinês para "Pi" pode realmente ter sido 㔻 em vez de 丕. Houve casos em que 㔻 tinha sido erroneamente escrito como 丕.

## Vida
Ji Ben serviu como Médico da Corte (太醫令) na corte imperial da dinastia Han Oriental , durante o reinado do Imperador Xian. Em todo o tempo, o governo Han central havia caído sob o controle de Cao Cao, o Chanceler Imperial. O imperador Xian foi apenas uma figura.
No final de 217 ou início de 218, Ji Ben incitou uma rebelião na capital imperial, Xu (許; atuamente Xuchang, Henan), juntamente com várias outras pessoas, incluindo: Geng Ji (耿紀), um Ministro (少府); Wei Huang (韋晃), um Diretor de Justiça (司直); Jin Yi; seus filhos Ji Miao (吉邈; nome de cortesia Wenran (文然)) e Mu Ji (吉穆; nome de cortesia do Siran (思然)). Seu plano era matar Wang Bi (王必), encarregado (長史) que servia sob Cao Cao, após o que teriam de tomar Imperador Xian refém,  e prestar assistência às Cao rival, um guerreiro que controlava parte do sul e do oeste da China. Em todo o tempo, Liu Bei geral do Guan Yu foi alcançar o sucesso na Batalha de Fancheng contra Cao Cao geral do Cao Ren, enquanto Cao Cao-se foi para longe de Ye (no atual Handan, Hebei) e tinha deixado Wang Bi em cobrança de Xu.